# Macromitrium papillisetum
Macromitrium papillisetum är en bladmossart som beskrevs av Hugh Neville Dixon 1935. Macromitrium papillisetum ingår i släktet Macromitrium och familjen Orthotrichaceae. Inga underarter finns listade i Catalogue of Life.